# Sage Weil
Sage Weil (17 de marzo de 1978)[cita requerida] es el fundador y actual arquitecto jefe del proyecto Ceph.
Weil completó su PhD en 2007 en la Universidad de California, Santa Cruz, trabajando con el Prof. Brandt sobre protocolos de consistencia, distribución de información (CRUSH) y el administrador de Metadatos en el sistema de archivos distribuidos Ceph. En 2014, ganó un premio O'Reilly Open Source

## DreamHost
Como estudiante Sage trabajó con sus compañeros universitarios Dallas Bethune, Josh Jones, y Michael Rodríguez para construir DreamHost. Registraron el sitio propio y comenzaron a alojar sitios de clientes en 1997. DreamHost evolucionó y eventualmente se convirtió en Inktank.

## Inktank
En 2011 Sage Weil cofunda Inktank con Bryan Bogensberger (CEO) y se posiciona como el CTO y arquitecto técnico.  Inktank comienza brindando servicios profesionales y de soporte para el sistema de archivos código abierto Ceph  La compañía fue inicialmente fundada sobre DreamHost para luego contar con la inversión de Mark Shuttleworth.  El 30 de abril de 2014 se anuncia oficialmente que Red Hat adquiriría Inktank Storage por $175 millones.